# Frederik Sørensen
Frederik Hillesborg Sørensen (Copenhague, 14 de abril de 1992) é um futebolista dinamarquês que atua como zagueiro e lateral-direito. 

## Carreira
Sorensen começou a carreira no 1. FC Köln.